# Собор Святых Петра и Павла (Выборг)
Церковь Святых Петра и Павла — единственный сохранившийся до наших дней лютеранский храм в Выборге. Находится по адресу: Пионерская ул., д. 6. Действующий. Находится в юрисдикции Евангелическо-лютеранской церкви Ингрии.

## История

### Община. Разрешение на постройку. Автор проекта
Немецкая и шведская лютеранская общины существовали в Выборге ещё с XVI века и проводили богослужения в старом кафедральном соборе, а после взятия Выборга Петром I — в бывшем соборе доминиканского монастыря и в одном из залов ратуши.
30 сентября 1790 года община обратилась к правителю Выборгского наместничества Карлу фон Гинцелю с ходатайством о передаче ей здания старого кафедрального собора или строительстве новой церкви «во имя св. Екатерины» на участке между старыми и новыми Петербургскими воротами Рогатой крепости. Первоначальный проект храма был разработан губернским архитектором Иоганном Брокманом и исправлен известным мастером классицизма Юрием Матвеевичем Фельтеном.

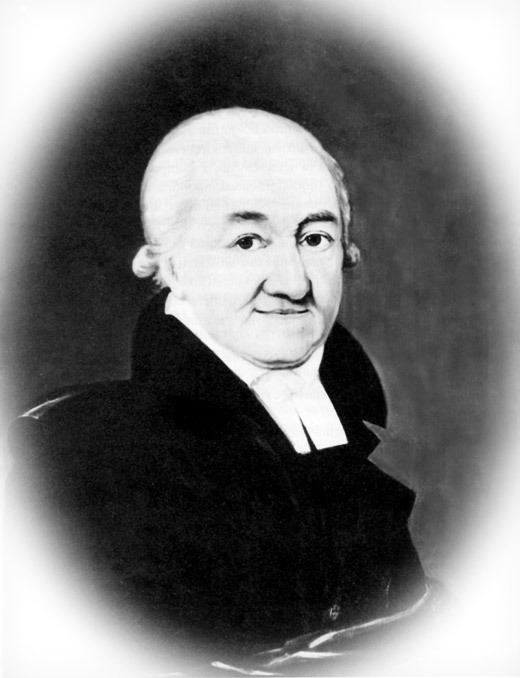
Первый настоятель церкви (1800—1812) Август Готтфрид Валь

### Строительство
Строительство должно было начаться 23 июня 1793 года, но за два дня до этого страшный городской пожар уничтожил заготовленные строительные материалы. Но уже 6 сентября того же года в основание будущего храма был заложен первый камень.
Подрядчиком строительства был Андрей Сергеевич Быбин из Соликамска. Скульптор Сергей Бушев украсил фасад и колокольню колоннами из алебастра. Штукатурные работы и кладка четырёх кафельных печей были поручены Иоакиму Кристиану Сутхоффу. Изящный алтарь, увенчанный фигурами, олицетворяющими Закон и Евангелие, был выполнен по проекту генерал-майора Фабиана Готхарда фон Штейнгеля. Позолотчик Риглер покрыл детали алтаря золотом и краской. Деревянные полы были выполнены мастером Шварцем по рисунку Ф. Штейнуса. Материалы для строительства доставлялись из России и Финляндии. Главные двери церкви были изготовлены из архангельского дуба.
Освящение церкви состоялось 29 июня 1799 года, в день памяти апостолов Петра и Павла. Поскольку строительство закончилось при императоре Павле I, освящение совершили во имя святого Павла, но к середине XIX века храм стали именовать «церковью Петра и Павла».
В 1839 году из Ганновера был привезён и установлен 21-регистровый двухмануальный орган фирмы «Майер». В 1885 году церковь была реконструирована под руководством архитектора Я. Аренберга. В 1895 году старый орган был продан приходу Юлиторнио, а новый 25-регистровый инструмент был заказан финскому органному мастеру датского происхождения Йенсу Александеру Цакариассену, он был изготовлен и установлен в 1898 году.

### XX век. Утрата интерьера

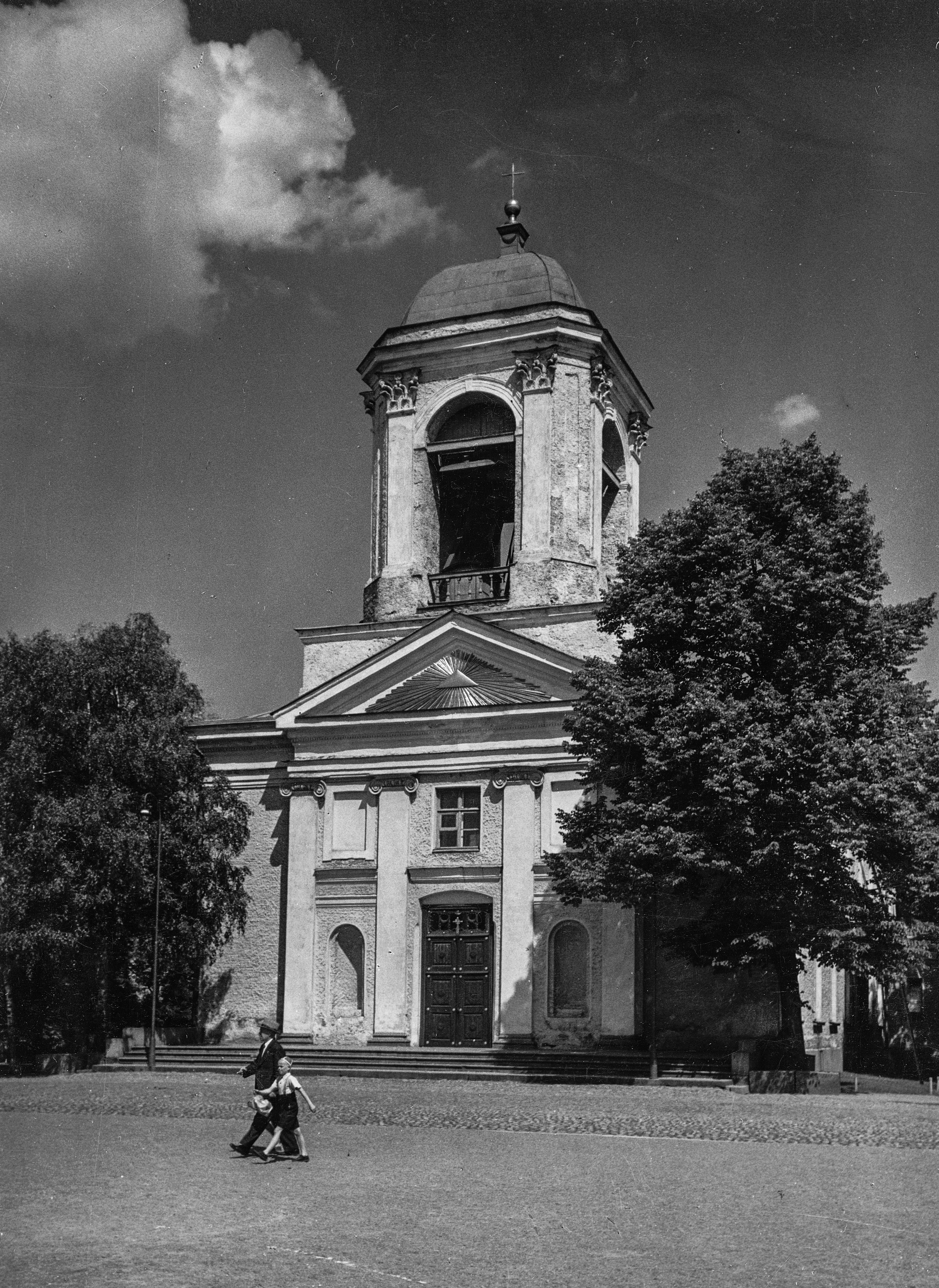
Фото церкви в 1930-х годах с Оком Божьим на фасаде

Церковь оставалась действующей до самого окончания советско-финской войны 1939—1940 годов. После взятия Выборга советскими войсками почти не пострадавшее от бомбёжек здание было занято под клуб. Орган и убранство алтаря были уничтожены. Во время Великой Отечественной войны (с 1941 по 1944 гг.) церковь была практически единственным храмом, не пострадавшим в ходе боевых действий. Она выполняла роль гарнизонной церкви взамен разрушенного старого кафедрального собора. Последнее богослужение с причастием состоялось 18 июня 1944 года. После второго и окончательного взятия Выборга советской армией в 1944 году здание церкви использовалось сначала как склад, а потом как клуб одной из военно-морских частей. В этот период в алтарной части соорудили сцену, а на втором этаже устроили кинобудку. Однако общий вид интерьера, кроме алтарной части, практически не изменился.
Изображение церкви в живописи и графике - редкий случай. Однако финский художник Йорма Холопайнен написал в 1939 году акварель с видом на эту постройку. Подспорьем для работы возможно служил фотоснимок того же года известного фотографа Пиетинена.
29 июня 1989 года в выборгской городской библиотеке состоялось собрание, на котором была создана евангелическо-лютеранская община в составе 16 человек. Первое время богослужения проводились в выборгской школе № 10. В 1991 году приказом министра обороны Д. Т. Язова здание церкви было передано выборгской лютеранской общине в использование. В том же году состоялось освящение храма.
Первым настоятелем храма после возобновления служения стал пробст Аймо Кюмяляйнен (фин. Aimo Kymäläinen). С 1993 по 1996 год здание было капитально отремонтировано, в 1996 году в Эстонии был приобретён алтарь. Приход города Миккели подарил церкви небольшой духовой орган на 10 регистров. Колокол был отлит в 2001 году на Балтийском заводе.
В 1999 году был выпущен юбилейный значок, посвященный 200-летию со дня основания Церкви Святых Петра и Павла (1799-1999).

### Настоящее время

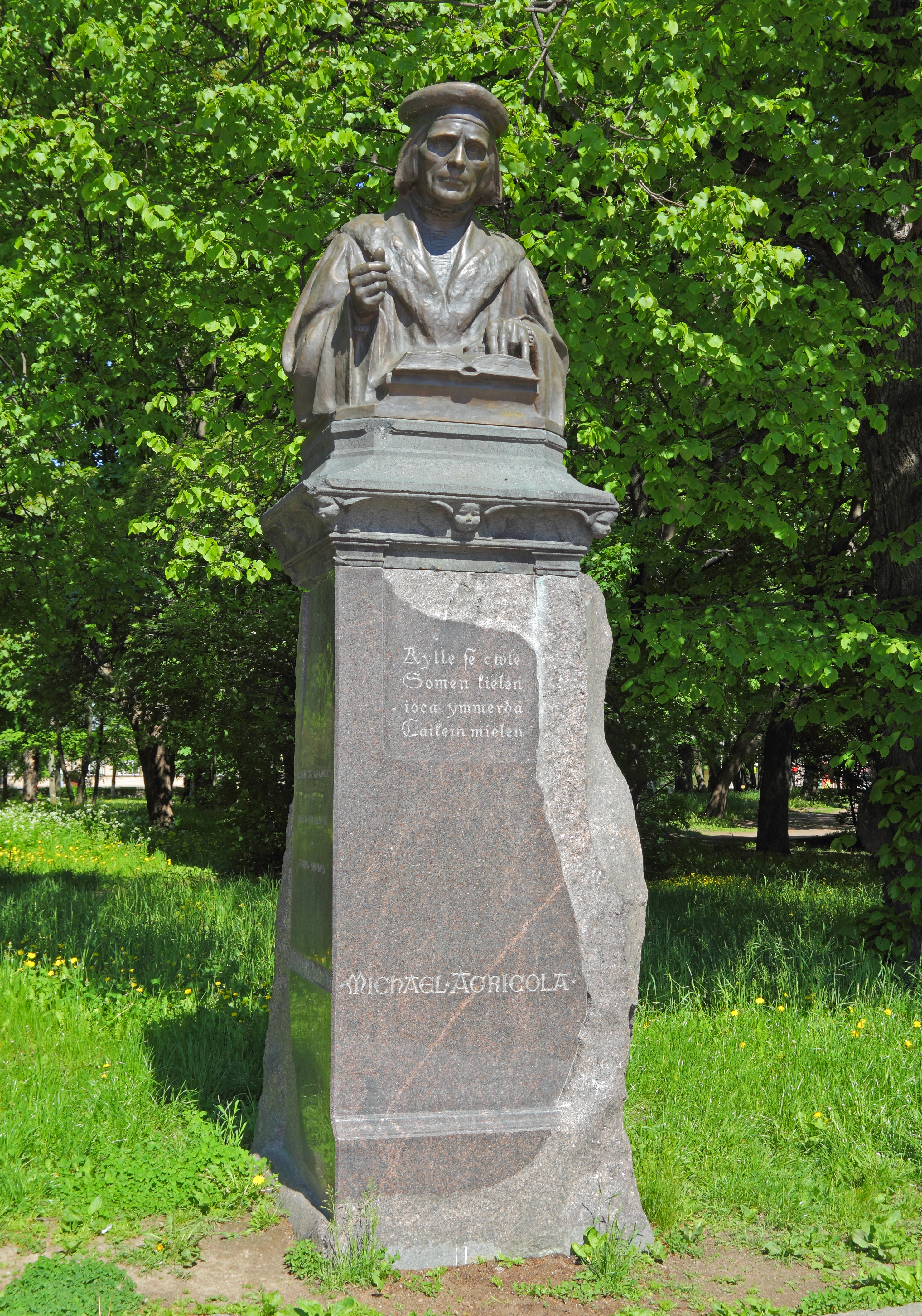
Памятник Микаэлю Агриколе

В настоящий момент приход церкви святых Петра и Павла насчитывает более 300 прихожан, которых окормляют три пастора. В 2005 году настоятелем прихода призван и поставлен пастор Дородний Владимир Леонидович. В приходе ведётся миссионерская и диаконическая работа, действует воскресная школа для детей, проходят собрания для молодёжи, органные, инструментальные и хоровые концерты. Еженедельные богослужения совершаются на русском языке (при необходимости — с переводом на финский). Приход ведёт активную благотворительную деятельность. Дочерняя приходская группа действует в г. Светогорске.
Выборгская община поддерживает братские связи с финским миссионерским обществом SLEY, общинами ЕЛЦФ в пробствах Иматра и Лаппеэнранта, а также с общиной Grace Lutheran Church в г. Рочестере, штат Миннесота, США (LCMS).
27 июня 2009 года на Театральной площади рядом с храмом был открыт памятник первому финскому лютеранскому епископу и создателю финской письменности Микаэлю Агриколе — копия бюста, некогда стоявшего перед входом в новый кафедральный собор г. Выборга.

## Настоятели и приходские пасторы

### Немецкая община
- 1780-1844 — Август Готфрид Валь (нем. August Gottfried Wahl)
- 1790-1808 — Христиан Фридрих Матта (нем. Christian Friedrich Mattha), второй пастор
- 1844 — Йозеф Август Филипп Фридрих фон Хайнлет (нем. Joseph August Philipp Friedrich von Heinleth), в должность не вступил.
- 1847-1852 — Вильгельм Карл Христиан Пфингстен (нем. Wilhelm Carl Christian Pfingsten)
- 1854-1872 — Юлиус Николай фон Штегер (нем. Julius Nicolaus von Steger)
- 1872-1905 — Александр Карл Сонни (нем. Alexander Carl Sonny)
- 1906-1909 — Генрих Юнгер (нем. Gottfried Wilhelm Heinrich Junger)
- 1910-1928 — Армин Вегенер (нем. Armin Wegener)
- 1928-1943 — Александр Эрнст Зигфрид (нем. Alexander Ernst Siegfried)

### Шведская община
Шведская община города Выборга была основана в 1906 году на базе Выборгского уездного и городского прихода (решение Сената 1889 года). Церковь Петра и Павла находилась в совместном ведении с немецким приходом. Церковные советы работали в тесном сотрудничестве. Церковь была открыта по воскресеньям в 10:00 для шведов и в 12:00 для немцев. Приход был расформирован в 1949 году. Церковные записи до 1906 года относятся к шведоязычной части Выборгского сельского и городского прихода, который традиционно назывался Выборгским шведским приходом.
- 1906–1917 — Сюне Фредрик Грэсбек (швед. Sune Fredrik Gräsbeck)
- 1908–1910 — Йохан Альбин Симолин (швед. Johan Albin Simolin), помощник настоятеля
- 1918–1949 — Карл Густав Эмануэль Мосандер (lang-sv)

## Орган

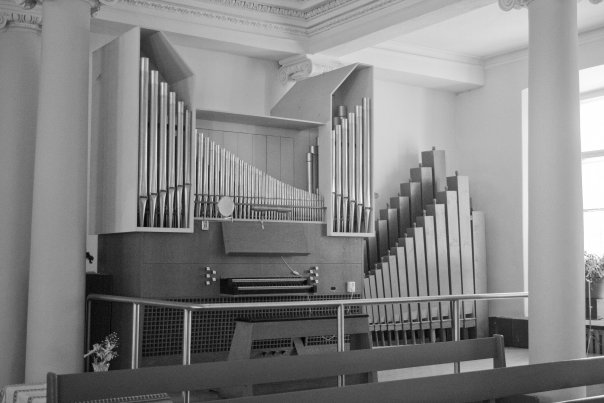
Орган

В 1997 году приход Кафедрального собора г. Миккели и Объединение лютеранских приходов г. Лаппеэнранты подарили выборгской общине орган, изготовленный финской фирмой АО «Органная фабрика Кангасала» (фин. Oy Kangasalan Urkutehdas Ab), opus 713/1963. Ранее инструмент находился в часовне г. Миккели.
Орган был построен в 1963 г., диспозиция составлена под влиянием Orgelbewegung ("Органного движения")- в ней преобладают высокие регистры. Органный мастер Анатолий Погодин переинтонировал регистры Waldflöte и Mixtur, теперь их звучание стало более мягким. Инструмент наиболее хорошо подходит для исполнения литургической музыки и музыки эпохи барокко.
Орган используется для регулярных и праздничных богослужений, а также для проведения концертов. Во время ежегодной «Ночи музеев» все желающие могут посетить «органную экскурсию», знакомящую посетителей с органом, его устройством и традицией органной музыки.